# Brandon Mychal Smith
Pour les articles homonymes, voir Brandon Smith (homonymie) et Smith.
Brandon Mychal Smith (né le 29 mai 1989) est un acteur américain. 
Il est surtout connu pour ses rôles de Stubby dans Starstruck aux côtés de Sterling Knight, de Nico Harris dans Sonny ou encore de TJ dans Elle: La Cendrillon des temps modernes (Elle: A Modern Cinderella Tale).

## Carrière
Smith a remporté un Family Television Award et Young Artist Award en 2007 pour son interprétation de Tayshawn dans The Ron Clark Story, qui met également en vedette Matthew Perry. Ses autres crédits comprennent Rédemption (Gridiron Gang) en 2006, et le rôle récurrent de Mario dans Allie Singer. Il a ensuite eu deux rôles principaux dans deux spectacles, Phil du futur et Sonny. Il est apparu dans le téléfilm Disney Starstruck (2010).
Dès le 22 novembre 2010 il participe à la compétition de danse sur glace, Skating with the Stars, le spin-off de Dancing with the Stars sur la chaine ABC. Il aura notamment comme adversaire l'actrice du film Wall Street, Sean Young. Le 13 décembre 2010 il doit abandonner la compétition, à une semaine de la finale.

## Filmographie

### Cinéma
- 1999 : Elle est trop bien (She's All That)
- 2003 : Grind
- 2006 : The Ron Clark Story (en)
- 2006 : Rédemption
- 2007 : Weapons (en) : James
- 2014 : Get on Up
- 2016 : Dirty Papy : Tyrone
- 2022 : Le Destin des Tortues Ninja, le film (Rise of the Teenage Mutant Ninja Turtles: The Movie) d'Ant Ward et Andy Suriano : Michelangelo

### Télévision
- 2002 : Washington Police (Le District Junior) Payback
- 2004 - 2005 : Allie Singer : Mario (9 épisodes)
- 2005 : The Shield Nathan : The Cure
- 2005 - 2006 : Phénomène Raven : Razor
- 2005 - 2006 : Phil du futur : Dawkins Danny Lil (18 épisodes)
- 2006 : FBI : Portés disparus : Trevor Blood Out
- 2006 : Lucky Louie : Jason Plumbey, Une histoire plein pot
- 2006 : Bones : The Boy in the Shroud
- 2006 : All of Us Deke : Love Don't Cost a Thing (non crédité)
- 2006 : Like Father, Like Son ... comme l'enfer !
- 2006 : Crime et peut-être une punition
- 2009 - 2011 : Sonny : Nico
- 2010 : Starstruck
- 2010 : Skating with the Stars
- 2011 : Elle : La Cendrillon des temps modernes (Elle: A Modern Cinderella Tale) : TJ
- 2012 : Let It Shine Bling
- 2014 - présent : You're the Worst : Sam Dresden (personnage récurrent)
- 2016 : Sweet/Vicious : Harris James
- 2018 - présent: Le Destin des Tortues Ninja: Michelangelo

## Voix francophones
Brandon Mychal Smith est dans un premier doublé par le comédien belge Antoni Lo Presti dans Sonny, Starstruck et Let It Shine. Puis, Jean-Michel Vaubien devient sa voix la plus régulière, le doublant dans You're the Worst, Dirty Papy et La Femme la plus détestée d'Amérique (The Most Hated Woman in America).